# Jacopo Tintoretto

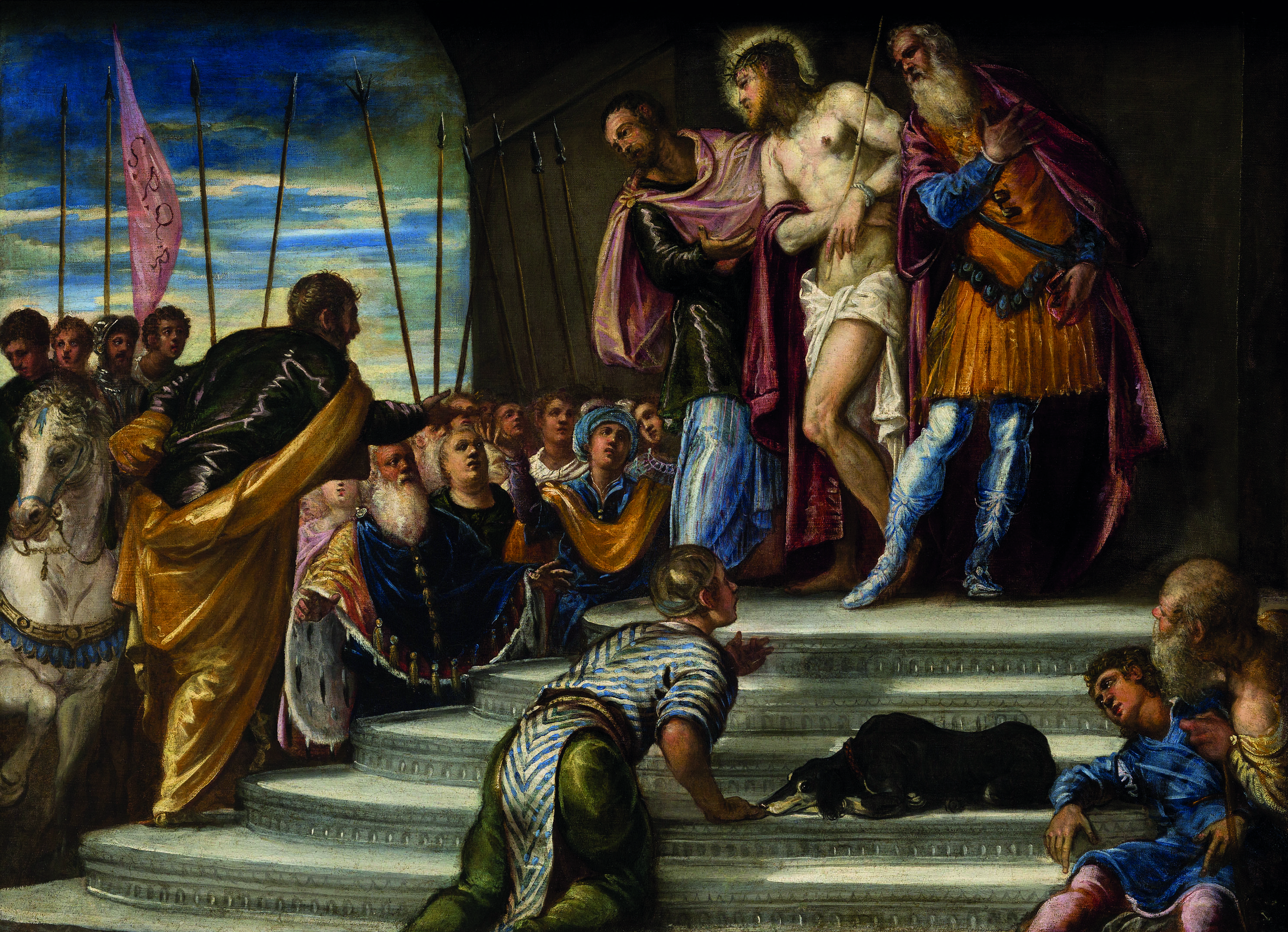
Ecce Homo

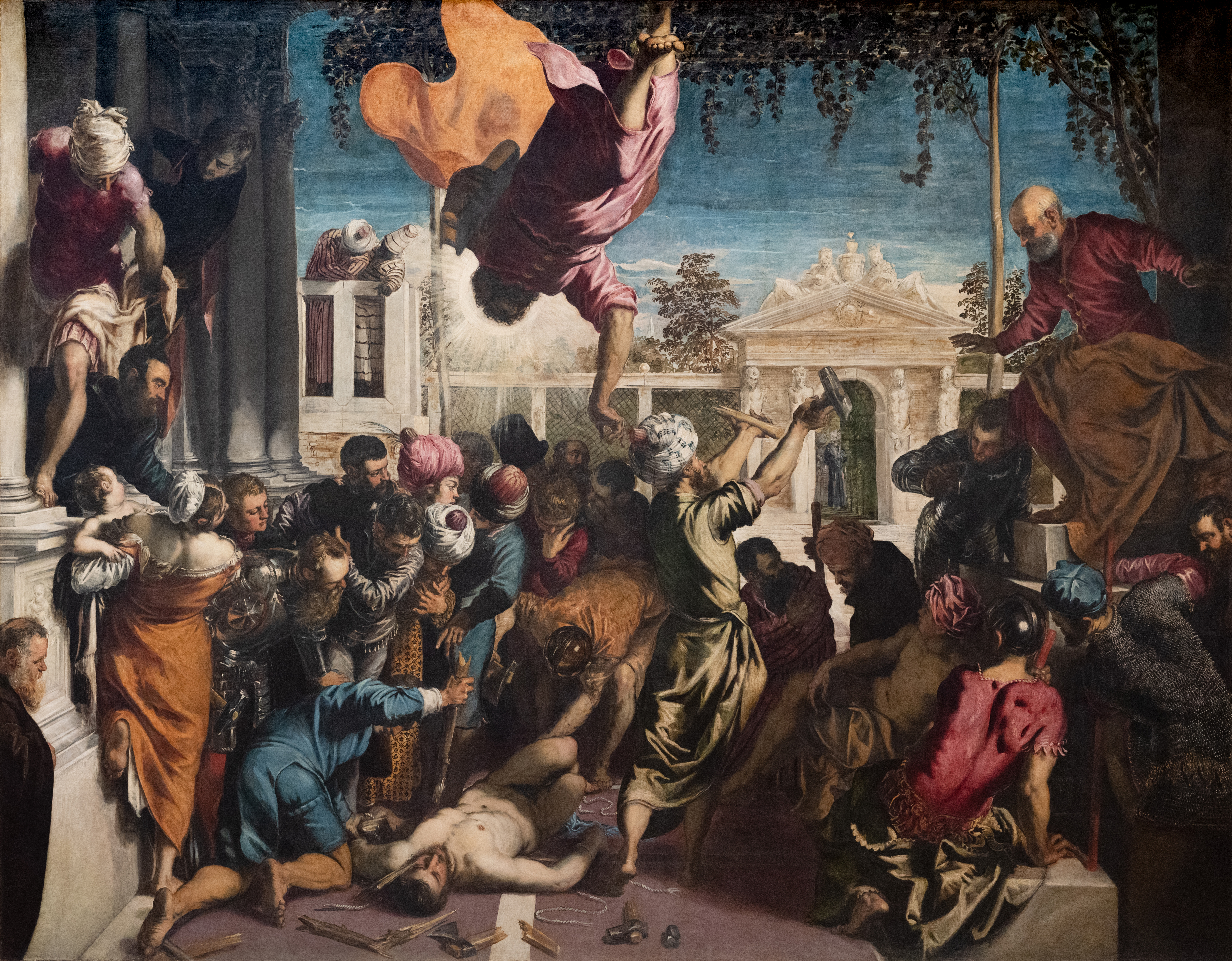
Szent Márk csodája

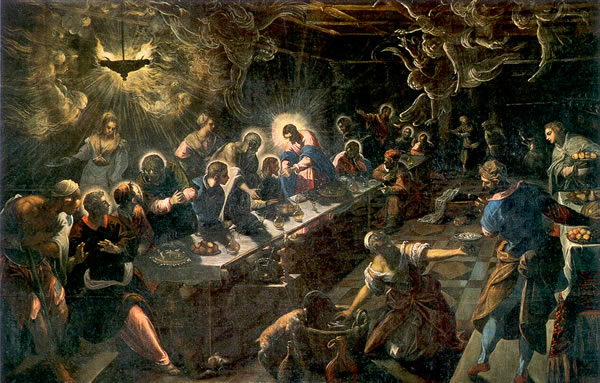
Utolsó vacsora

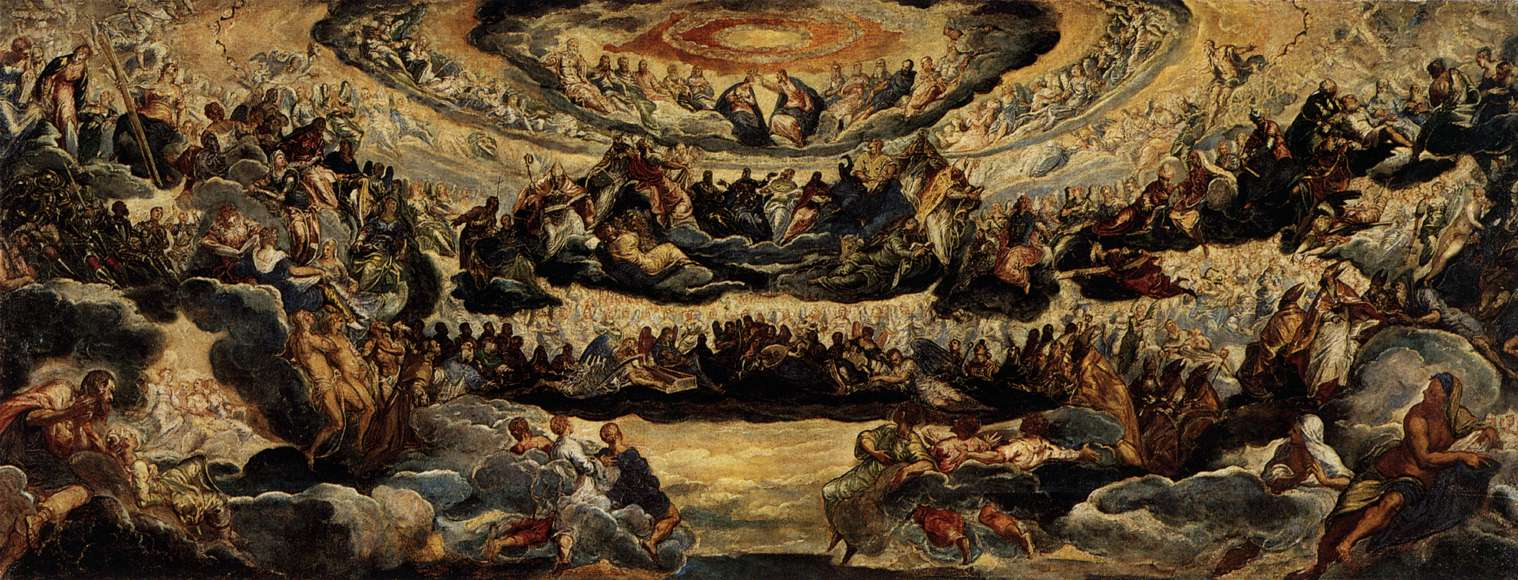
Paradicsom

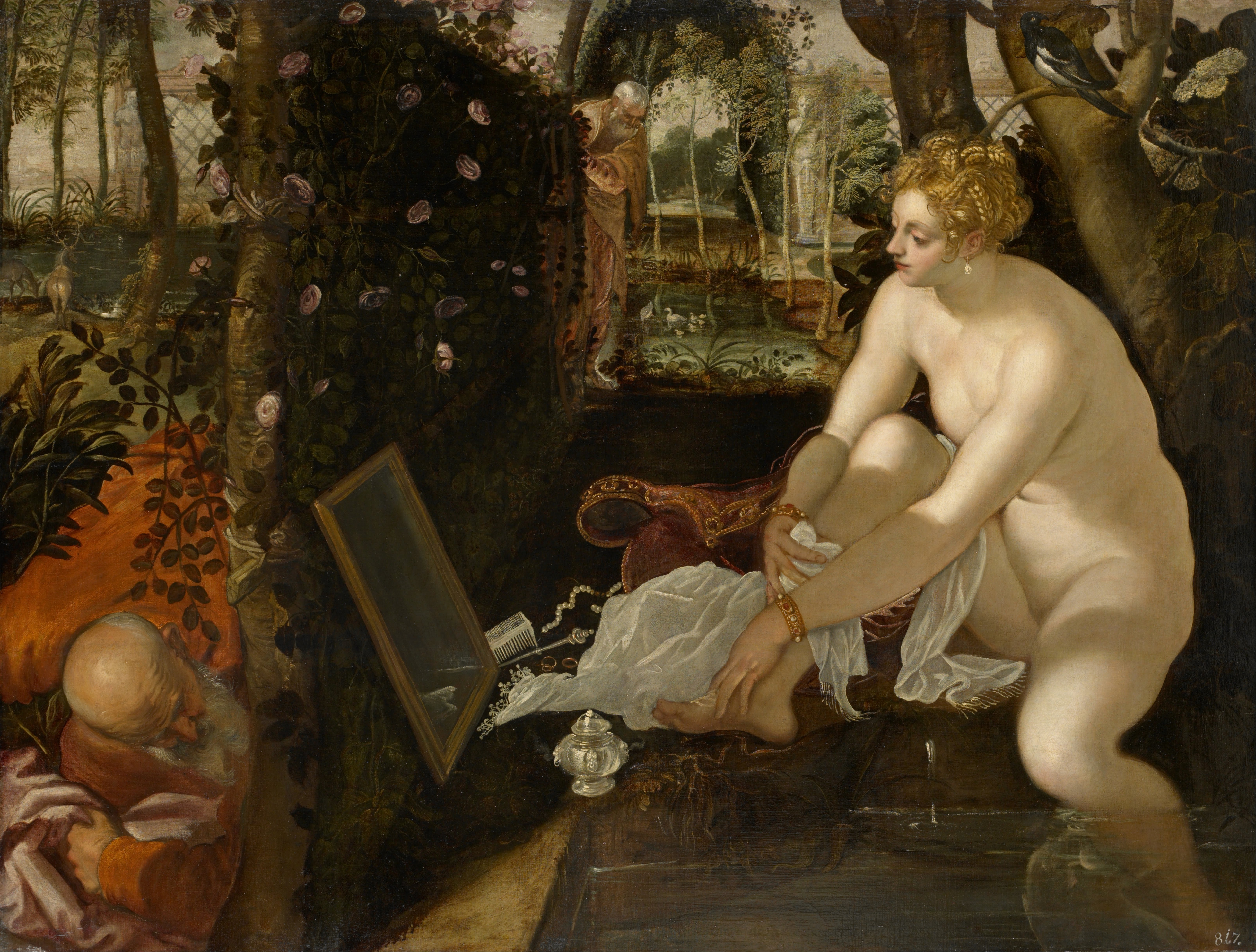
Zsuzsanna és a vének/Zsuzsanna fürdőzés közben, részlet

Jacopo Tintoretto (Velence, 1518. szeptember 29. – Velence, 1594. május 31.) olasz festő, akinek eredeti neve Jacopo Robusti, melyet kelmefestő (olaszul tintore) foglalkozású apjártól kapta az intoretto ennek a kicsinyítő változata. A velencei reneszánsz festészet egyik kiemelkedő képviselője, a híres velencei aranykor festőtriászból leginkább ő az, aki az érett reneszánszból a manierizmusba váltott és mintegy a barokk előfutára lett.

## Életpályája
Jacopo Tintoretto (valódi neve Jacopo Robusti) 1518. szeptember 29-én született Velencében. Apja kelmefestő volt, innen ragadt rá a Tintoretto név (tintore olaszul kelmefestő).
Bonifazio Veronese, Paris Bordone és Andrea Meldola (Andrea Schiavone) műhelyében tanult. Michelangelo szobrainak helyi másolatait is sokat tanulmányozta, és ezáltal alapos anatómiai ismeretekre tett szert. Hamar felismerte Tiziano Vecellio nagy tehetségét, és arra törekedett, hogy az ő műhelyében tanulhasson. Később valóban dolgozott rövid ideig a nagy mester mellett is, akit szorgalmasan másolt. Különösen Tiziano igen színes koloritja lelkesítette (a bel colorire, azaz „szép színezés”), ami az ő festményeire is mindvégig jellemző maradt, még pályája végén is, amikor a fényekkel operált képein.
Eleinte nehezen kapott munkát, korai festményeit nagyon olcsón kellett eladnia, még a vászon és a festék ára sem mindig térült meg. A Madonna dell’Orto priorjának 100 dukátért festette be a kórus hatalmas falait. A kapott összeg a festő anyagköltségeire sem volt elég. A hiányzó pénzt felesége, a nemesi Vescovi családból származó Faustina pótolta, aki önállóan kezelte saját hozományát, s annak jövedelméből ellátta családját, míg Tintoretto be nem futott mint festő. Szinte kegyként kapott lehetőséget a fiatal Tintoretto arra, hogy Tiziano és Paolo Veronese mellett a Bibliotheca Marcianában fessen. Néhány ablak közti falfelületet díszíthetett.
A továbbiakban is elsősorban Velencétől kapott megbízásokat. Legnagyobb lehetősége a Scuola di San Rocco épületének és templomának kifestése volt. 1564–1587 között dolgozott ezen épületegyüttes freskókkal való díszítésén. Mintegy 60 hatalmas freskót festett, egyházi és bibliai témájú ciklusokat, ami a velencei reneszánsz aranykorának egyik csúcsteljesítménye.
Az 1560-as évek közepétől már annyi megbízást kapott, hogy másokat is foglalkoztatnia kellett műhelyében. Felnövekvő gyermekei, leánya Marietta, és fia, Domenico is a műhelyben festettek. Sok portrét rendeltek tőle, és a velencei polgárok társas életének megfestése is tetszett a közönségnek.
1580-tól a Dózsepalota részére festett nagyméretű képeket. Az 1590-es évek elején festette legnagyobb méretű képét, a Paradicsomot. Utolsó műveit a San Giorgio Maggiore templom számára készítette. 1594-ben pestisjárvány ragadta el.
Életrajzát Jean-Paul Sartre, francia író,  filozófus írta meg Velence foglya (Tintoretto) címmel. 

## Művészete
Nagy képzelőerővel és dinamikus természettel megáldott ember volt, hatalmas, mozgalmas, drámai festészet volt a célja, a kompozíció megalkotása és az alakok elrendezése erős oldala volt, ebben nemcsak Michelangelo művészetének ismerete, hanem a reliefszobrász Jacopo Sansovino működésének figyelemmel kísérése is segítette.
Már pályája kezdetén érdekelték a színek mellett a fényhatások, az ábrázolandó jelenetet egy színpadszerűségen helyezte el és próbálta ki a világítási körülményeket. Sok szénrajzot készített vázlatképpen. Korai korszakának legérettebb alkotásait a Szent Márk-ciklus első képei és számos portré, akt foglalja magában. E korszak legérettebb képe a velencei Accademián található Szent Márk csodája (1548). Fény-árnyék kontrasztjai, bravúros rövidülésábrázolása és belső izgalma a manierizmushoz közelinek tünteti fel. Portréin az alakábrázolás mellett a jellemábrázolás kerül előtérbe.
Az 1550-es–1560-as években tovább erősödnek Tintoretto alkotásaiban a manierista vonások, a merész átvágásos kompozíció, a színek erősségének fokozása, a chiaroscuro (világos-sötét) kontraszt. Ennek kimagasló példája a Zsuzsanna és a vének és a velencei Scuola Grande di San Marco részére festett Szent Márk holttestének elszállítása és Szent Márk megment egy szaracént, valamint Szent Márk holttestének megtalálása.
A stílusváltás, az érett reneszánszból a manierizmus és a barokk felé, legjelentősebb példája az Utolsó vacsora, amelyet a San Giorgio Maggoire számára festett. A festmény leírása:„Az óriási terem mennyezete alatt angyalok alakjaiból sűrűsödő fényes felhők kavarognak, a Krisztust körülvevő aurából és az apostolok glóriájából vakító fény árad, s nyugtalanul lobognak a mennyezetről belógó lámpák lángjai. A fantasztikus fényhatás és a merész kompozíció Tintoretto egyik legnagyobb művévé avatja ezt a képet.”
1590 körül festette vászonra 22 méter hosszú, 7 méter magas képét, a Paradicsomot a Palazzo Ducalénak. Több száz alakos, bámulatos kompozíció, távol áll minden hagyománytól, az akadémikus beállítottságú műértők merő excentrikusságnak tartották, de egész Velence megcsodálta, s csodálja azóta is a világ.

## Ismertebb művei (válogatás)
- Szent Orsolya szűzekkel, oltárkép, San Lazzaro de’ Mendicanti, Velence
- Szent Márk csodája, 1548, Accademia, Velence (Szent Márk-ciklus)
- Szent Márk megszabadítja a rabszolgát, Accademia, Velence (Szent Márk-ciklus) (érett reneszánsz)
- Bacchus és Ariadné, National Gallery, London (érett reneszánsz)
- Szent András és Szent Jeromos, 1552, ma Accademia, Velence
- Szent Lajos és Szent György a hercegnővel, 1552, ma Accademia, Velence
- Zsuzsanna és a vének (Bécsi Szépművészeti Múzeum, Bécs) (manierista stílusú, a térkonstrukciós elemek teszik vibrálóvá)
- József és Putifárné, 1550-es évek közepe (Prado, Madrid)
- Venus és Vulcanus (Alte Pinakothek, München)
- Törökök és keresztények harca /avagy Heléna elrablása (Prado, Madrid)
- A Scuola di San Rocco díszítése egyházi és bibliai témájú ciklusokkal (mintegy 60 festmény), 1564–1587, Velence (stílusa átszellemültté válik, s fényekkel operálóvá, manierista jellegű)
- Mannaszüret, 1577, Scuola di San Rocco, Velence
- Mózes vizet fakaszt a sziklából, 1577, Scuola di San Rocco, Velence
- Utolsó vacsora (San Giorgo Maggiore, Velence) (manierista jellegű)
- Paradicsom, 1590 körül (17×22 méter, talán a korabeli világ legnagyobb méretű festménye)
- Dózsepalota,[19] Velence (manierista jellegű)

## MűveiSzépművészeti Múzeum (Budapest)(válogatás)
- Emmausi vacsora, 1542–1543, vászon, 156×212 cm
- Férfiképmás (1548 körül) (vászon fára húzva, 44×39,2 cm)
- Női képmás (feltehetően Tintoretto leánya, Marietta[20]) (Vászon, 38×33 cm)
- Pietro Loredano doge képmása, (1567 körül) (vászon, 127×100 cm)
- Férfiképmás (vászon, 80,5×64 cm)
- Agostino Nani,[21] a velencei prokurátor képmása (vászon, 120×101 cm) (A kép Tintoretto műhelyében készült, de lehet, hogy nem a mester, hanem a fia, Domenico munkája.)
- Herkules kitaszítja a faunt Omphale ágyából (kései mű)